# ارنب (ستاره)
اَرنَب (خرگوش) یا آلفا خرگوش از ستاره‌های صورت فلکی خرگوش است.